# 20888 Siyueguo
20888 Siyueguo este un asteroid din centura principală de asteroizi.

## Descriere
20888 Siyueguo este un asteroid din centura principală de asteroizi. A fost descoperit pe 20 noiembrie 2000 la Socorro, New Mexico, în cadrul proiectului LINEAR. Asteroidul prezintă o orbită caracterizată de o semiaxă mare de 2,68 ua, o excentricitate de 0,09 și o înclinație de 1,5° în raport cu ecliptica.